# Tiro nos Jogos Paralímpicos de Verão de 2016
As competições de tiro nos Jogos Paralímpicos de Verão de 2016 serão disputadas entre 8 e 14 de setembro no Centro Nacional de Tiro, no Rio de Janeiro, Brasil. Os atletas que disputarão o tiro possuem deficiência física e se locomovem por cadeira de rodas.

## Qualificação
Cento e quarenta atletas competirão divididos em doze eventos.
- SH1: Competidores que não precisam de apoio para a arma.
- SH2: Competidores que precisam de apoio para a arma.

| Masculino | Masculino | Masculino | Feminino | Feminino | Feminino |
| P1 10m pistola SH1 | R1 10m rifle de pé SH1 | R7 50m rifle 3 posições SH1 | P2 10m pistola SH1 | R2 10m rifle de pé SH1 | R8 50m rifle 3 posições SH1 |
| --- | --- | --- | --- | --- | --- |
| CHN China GBR Grã-Bretanha GBR Grã-Bretanha HKG Hong Kong IRI Irã KOR Coreia do Sul KOR Coreia do Sul SRB Sérvia SWE Suécia TUR Turquia                                                 | CHN China CHN China GBR Grã-Bretanha GER Alemanha GER Alemanha KOR Coreia do Sul SRB Sérvia SWE Suécia UKR Ucrânia UKR Ucrânia                                                                                      | FRA França IND Índia IRL Irlanda KOR Coreia do Sul SLO Eslovênia SWE Suécia SWE Suécia THA Tailândia UAE Emirados Árabes Unidos | HUN Hungria IRI Irã IRI Irã MKD República da Macedônia THA Tailândia TUR Turquia UKR Ucrânia GBR Issy Bailey° AZE Yelena Taranova°                                                     | AUS Austrália CHN China NOR Noruega SVK Eslováquia TUR Turquia | AUS Austrália GER Alemanha KOR Coreia do Sul KOR Coreia do Sul SWE Suécia |
| Misto | | | | | |
| P3 25m pistola SH1 | P4 50m pistola SH1 | R3 10m rifle deitado SH1 | R6 50m rifle deitado SH1 | R5 10m rifle deitado SH2 | R4 10m rifle de pé SH2 |
| CHN China CHN China HUN Hungria MKD República da Macedônia RSA Zenuer von Kohne SUI Suíça UKR Ucrânia USA Estados Unidos BRA Brasil NOR Noruega KOR Coreia do Sul AUS Christopher Pitt° | BRA Brasil KOR Coreia do Sul MGL Mongólia POL Polônia POR Portugal SRB Sérvia THA Tailândia TUR Turquia TUR Turquia UZB Uzbequistão ITA Itália KOR Coreia do Sul UKR Ucrânia IRI Irã TUR Turquia CRO Damir Bosnjak° | AUS Austrália FRA França GBR Grã-Bretanha ITA Itália KOR Coreia do Sul NZL Nova Zelândia SVK Eslováquia TUR Turquia UAE Emirados Árabes Unidos CHN China CHN China GER Alemanha NOR Noruega USA Estados Unidos THA Tailândia SVK Jozef Siroky° | ESP Espanha FRA França GBR Grã-Bretanha GER Alemanha ISR Israel NOR Noruega UAE Emirados Árabes Unidos UAE Emirados Árabes Unidos GBR Grã-Bretanha GBR Grã-Bretanha USA Estados Unidos | DEN Dinamarca GBR Grã-Bretanha GBR Grã-Bretanha GBR Grã-Bretanha NZL Nova Zelândia NZL Nova Zelândia SLO Eslovênia SRB Sérvia SRB Sérvia TUR Turquia FIN Finlândia ITA Itália JPN Japão NOR Noruega SWE Suécia | AUS Austrália AUS Austrália BRA Brasil CHN China FRA França GRE Grécia KOR Coreia do Sul KOR Coreia do Sul KUW Kuwait SLO Eslovênia SWE Suécia UKR Ucrânia BUL Bulgária IRI Irã NOR Noruega SLO Eslovênia USA Estados Unidos USA Estados Unidos |

## Medalhistas

### Evento Masculino
| Evento                                       | Ouro                     | Prata                                               | Bronze                           |
| -------------------------------------------- | ------------------------ | --------------------------------------------------- | -------------------------------- |
| Pistola 10 metros SH1 (Detalhes)             | Yang Chao CHN China      | Lee Ju-hee KOR Coreia do Sul                        | Server Ibragimov UZB Uzbequistão |
| Rifle em pé 10 metros SH1 (Detalhes)         | Dong Chao CHN China      | Abdullah Sultan Alaryani KOR Coreia do Sul          | Kim Su-wan JOR Jordânia          |
| Rifle três posições 50 metros SH1 (Detalhes) | Laslo Šuranji SRB Sérvia | Abdullah Sultan Alaryani UAE Emirados Árabes Unidos | Doron Shaziri ISR Israel         |

### Evento Feminino
| Evento                                       | Ouro                               | Prata                              | Bronze                          |
| -------------------------------------------- | ---------------------------------- | ---------------------------------- | ------------------------------- |
| Pistola 10 metros SH1 (Detalhes)             | Sareh Javanmardi IRI Irã           | Olga Kovalchuk UKR Ucrânia         | Aysegul Pehlivanlar TUR Turquia |
| Rifle em pé 10 metros SH1 (Detalhes)         | Veronika Vadovicova SVK Eslováquia | Zhang Cuiping CHN China            | Yan Yaping CHN China            |
| Rifle três posições 50 metros SH1 (Detalhes) | Zhang Cuiping CHN China            | Veronika Vadovicova SVK Eslováquia | Lee Yun-Ri KOR Coreia do Sul    |

### Evento Misto
| Evento                                 | Ouro                               | Prata                                               | Bronze                          |
| -------------------------------------- | ---------------------------------- | --------------------------------------------------- | ------------------------------- |
| Pistola 25 metros SH1 (Detalhes)       | Huang Xing CHN China               | Joackim Norberg SWE Suécia                          | Lee Ju-hee KOR Coreia do Sul    |
| Pistola 50 metros SH1 (Detalhes)       | Sareh Javanmardi IRI Irã           | Yang Chao CHN China                                 | Oleksii Denysiuk UKR Ucrânia    |
| Rifle deitado 10 metros SH1 (Detalhes) | Veronika Vadovicova SVK Eslováquia | Natascha Hiltrop GER Alemanha                       | Lee Jang-ho KOR Coreia do Sul   |
| Rifle deitado 50 metros SH1 (Detalhes) | Vasyl Kovalchuk UKR Ucrânia        | Kim Geun-soo KOR Coreia do Sul                      | McKenna Dahl USA Estados Unidos |
| Rifle deitado 10 metros SH2 (Detalhes) | Veselka Pevec SLO Eslovênia        | Franček Gorazd Tiršek SLO Eslovênia                 | Kim Geun-soo KOR Coreia do Sul  |
| Rifle em pé 10 metros SH1 (Detalhes)   | Zhang Cuiping CHN China            | Abdullah Sultan Alaryani UAE Emirados Árabes Unidos | Laslo Šuranji SRB Sérvia        |

### Quadro de medalhas
| Ordem | País                       | Medalha de ouro | Medalha de prata | Medalha de bronze |    |
| ----- | -------------------------- | --------------- | ---------------- | ----------------- | -- |
| 1     | CHN China                  | 5               | 2                | 1                 | 8  |
| 2     | SVK Eslováquia             | 2               | 1                |                   | 3  |
| 3     | IRI Irã                    | 2               |                  |                   | 2  |
| 4     | UKR Ucrânia                | 1               | 1                | 1                 | 2  |
| 5     | SLO Eslovênia              | 1               | 1                |                   | 2  |
| 6     | SRB Sérvia                 | 1               |                  | 1                 | 2  |
| 7     | UAE Emirados Árabes Unidos |                 | 3                |                   | 3  |
| 8     | KOR Coreia do Sul          |                 | 2                | 5                 | 7  |
| 9     | GER Alemanha               |                 | 1                |                   | 1  |
|       | SWE Suécia                 |                 | 1                |                   | 1  |
| 11    | ISR Israel                 |                 |                  | 1                 | 1  |
|       | TUR Turquia                |                 |                  | 1                 | 1  |
|       | USA Estados Unidos         |                 |                  | 1                 | 1  |
|       | UZB Uzbequistão            |                 |                  | 1                 | 1  |
| TOTAL | TOTAL                      | 12              | 12               | 12                | 36 |